# Clonmany
Clonmany (iriska: Cluain Maine) är en ort i republiken Irland.   Den ligger i grevskapet County Donegal och provinsen Ulster, i den norra delen av landet, 230 km norr om huvudstaden Dublin. Clonmany ligger 71 meter över havet och antalet invånare är 470.
Terrängen runt Clonmany är kuperad söderut, men norrut är den platt. Havet är nära Clonmany åt nordväst.Runt Clonmany är det ganska glesbefolkat, med 36 invånare per kvadratkilometer. Närmaste större samhälle är Carndonagh, 9,7 km öster om Clonmany. Trakten runt Clonmany består i huvudsak av gräsmarker.